# Иванов, Сергей Анатольевич (врач)
Сергей Анатольевич Иванов (род. 3 июля 1970 года) — российский учёный, хирург-онколог, радиолог, доктор медицинских наук, член-корреспондент РАН (2022).
Директор МРНЦ им. А. Ф. Цыба — филиала ФГБУ «НМИЦ радиологии» Минздрава России (с 2018 года по настоящее время).
Заслуженный врач Российской Федерации, Лауреат Премии Правительства Российской Федерации в области науки и техники «За разработку, производство и внедрение отечественных радиоисточников для контактной лучевой терапии в онкологии», Лауреат Премии Правительства Российской Федерации в области науки и техники «За разработку и внедрение в клиническую практику отечественных микросфер с радионуклидом иттрий-90 для лечения опухолей печени», главный внештатный специалист-онколог по Центральному федеральному округу РФ.

## Биография
Родился 3 июля 1970 года.
В 1994 году окончил Военную медицинскую академию имени С. М. Кирова, после чего обучался в интернатуре по хирургии при Главном военном клиническом госпитале имени академика Н. Н. Бурденко.
С декабря 1994 года по март 1995 года — участвовал в оказании медицинской помощи раненым в военном конфликте в Чечне, являлся руководителем приемно-эвакуационного отделения, организовывал оказание первой помощи раненым и эвакуацию их на дальнейшие медицинские этапы.
В 1999 году работал медицинским консультантом в рамках Программы развития ООН в Российской Федерации (United Nations Development Programme in the Russian Federation).
В 1999 году защитил кандидатскую диссертацию, тема: «Оценка тяжести повреждений при закрытых травмах почек».
В 2000 году прошёл курс по онкоурологии при Российском научном онкологическом центре РАМН, вступил в Московское общество урологов, а также Европейскую ассоциацию урологов.
С января 2001 года по март 2007 года — работал научным сотрудником урологической лаборатории хирургического отдела Российского научного центра рентгенорадиологии.
В 2006 году присвоена квалификация уролога высшей квалификационной категории.
С января 2007 года по июнь 2014 года — заведующий урологическим отделением для онкологических больных хирургического отдела Российского научного центра рентгенорадиологии.
С 2009 по 2011 годы — заведующий кафедрой урологии факультета усовершенствования врачей Российского Государственного медицинского университета имени Н. И. Пирогова. В 2011 году защитил докторскую диссертацию, тема: «Брахитерапия как метод радикального лечения при раке предстательной железы».
С июня 2014 года по август 2017 года — заместитель директора по научной и лечебной работе МРНЦ им. А. Ф. Цыба — филиала «НМИЦ радиологии» Минздрава России.
С августа 2017 года по апрель 2018 года — заместитель генерального директора по работе с филиалами ФГБУ «НМИЦ радиологии» Минздрава России.
В 2018 году присвоено почетное звание Профессор РАН.
С 2020 года — главный внештатный специалист-онколог по Центральному федеральному округу РФ.
В 2022 году Министерством науки и высшего образования Российской Федерации присвоено учёное звание профессора по специальности «Урология и андрология»
В 2022 году избран членом-корреспондентом РАН от Отделения медицинских наук по специальности «онкорадиология»
С апреля 2018 года по настоящее время — директор МРНЦ им. А. Ф. Цыба — филиала ФГБУ «НМИЦ радиологии» Минздрава России.

## Научная деятельность
Специалист в области диагностики и лечения онкологических заболеваний.
Соавтор более 480 печатных работ, в том числе 14 методико-клинических рекомендаций и 6 учебно-методических пособий, 7 монографий и автор 14 патентов, 43 баз данных, 12 программ для ЭВМ.
Под руководством Иванова С. А. подготовлено и успешно защищено более 10 диссертационных работ.

## Награды
- Благодарность Минздравсоцразвития Российской Федерации (2004)
- Почётная грамота Минздравсоцразвития Российской Федерации (2007)
- Нагрудный знак «Отличник здравоохранения» (2009)
- Почётное звание «Заслуженный врач Российской Федерации» (2016)
- Премия Правительства Российской Федерации в области науки и техники (2017) — за разработку, производство и внедрение отечественных радиоактивных источников для контактной лучевой терапии в онкологии[1]
- Орден Пирогова (2020) — за большой вклад в борьбу с коронавирусной инфекцией, самоотверженность и высокий профессионализм[2]
- Награждён значком и дипломом РАТРО (2020) — за заслуги перед Российской ассоциацией терапевтических радиационных онкологов и многолетний труд
- Премия Правительства Российской Федерации в области науки и техники (2022) — за разработку и внедрение в клиническую практику отечественных микросфер с радионуклидом иттрий-90 для лечения опухолей печени
- Орден Почёта (2024) — за заслуги в развитии здравоохранения и многолетнюю добросовестную работу[3]